# Haus Eichenhorst

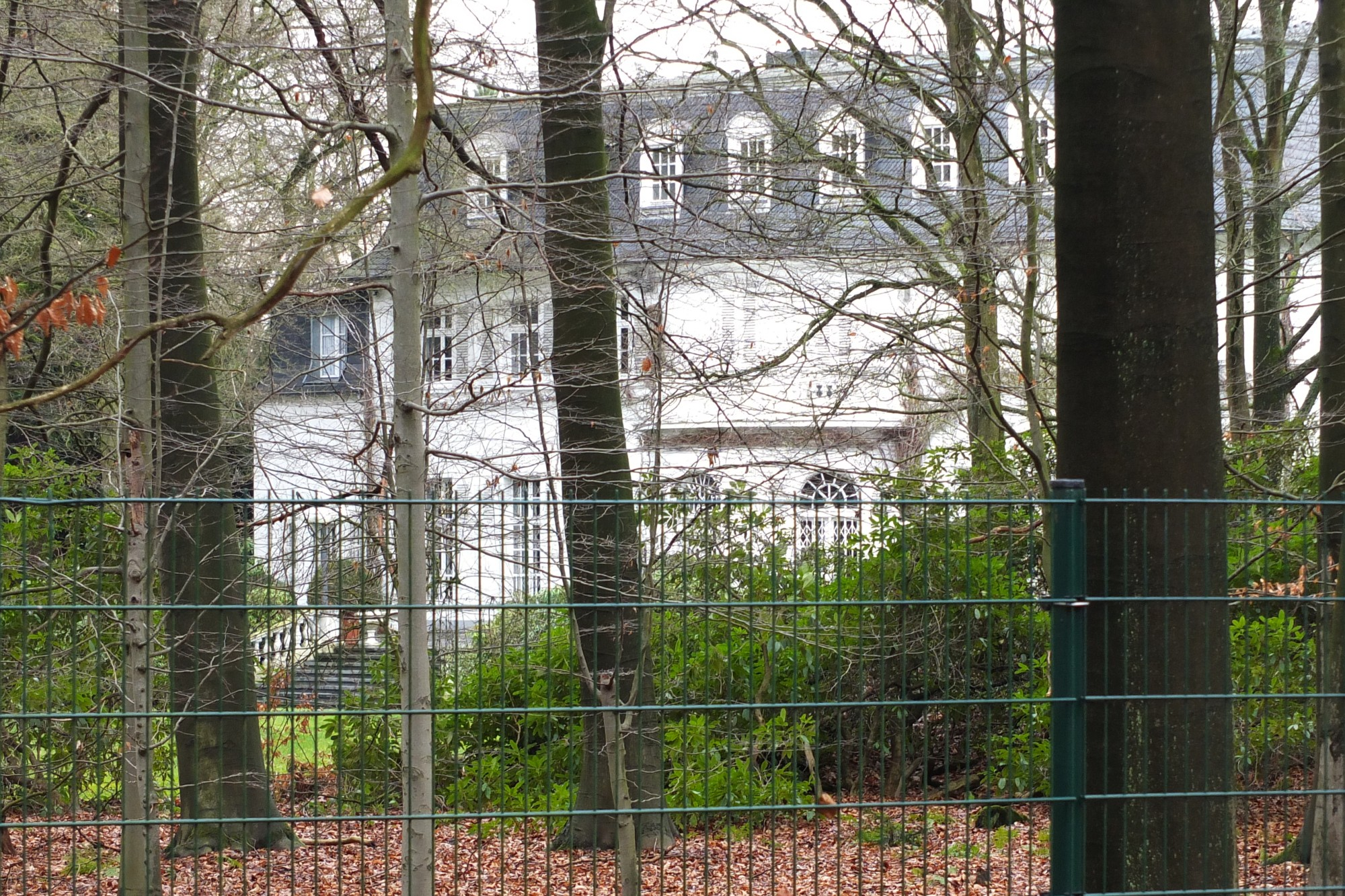
Haus Eichenhorst

Haus Eichenhorst ist eine Villa in Hilden. Sie ist in der Liste der Baudenkmäler in Hilden eingetragen.
Das Gut wurde im Jahr 1074, als Erzbischof Anno II. über Hilden herrschte, erstmals genannt.